# Robert III. (Auvergne)
Robert III. (* vor 1120; † nach 1145) war ein Graf der Auvergne.
Er war der ältere Sohn des Wilhelm VI., Graf von Auvergne und Velay. Beim Tod seines Vaters erbte er die Grafschaft Auvergne, während sein Bruder Wilhelm der Ältere Velay erhielt. Er hinterließ einen Sohn und Erben, Wilhelm der Jüngere.
Seine Mutter war Emma von Sizilien, König Roger II. von Sizilien und der berühmte Kreuzfahrer Raimund von Toulouse waren seine Onkel mütterlicherseits. Der Historiker Riley-Smith vertritt die Ansicht, dass Robert sich als Kreuzfahrer ins Heilige Land begab, dort 1141 in den Hospitaliterorden eintrat und sogleich Seneschall dieses Ordens wurde. Ein entsprechender Seneschall namens Robert ist dort 1141 und 1142 mehrfach urkundlich belegt.
Eine Urkunde aus dem Jahr 1145 über eine Vereinbarung zwischen seinem Sohn Wilhelm und Aimerich, dem Bischof von Clermont, in dem Wilhelm nicht „Graf der Auvergne“, sondern „Sohn des Grafen Robert“ genannt wird, ist der letzte urkundliche Beleg, dass Robert wohl noch lebte.